# Raymond Russell

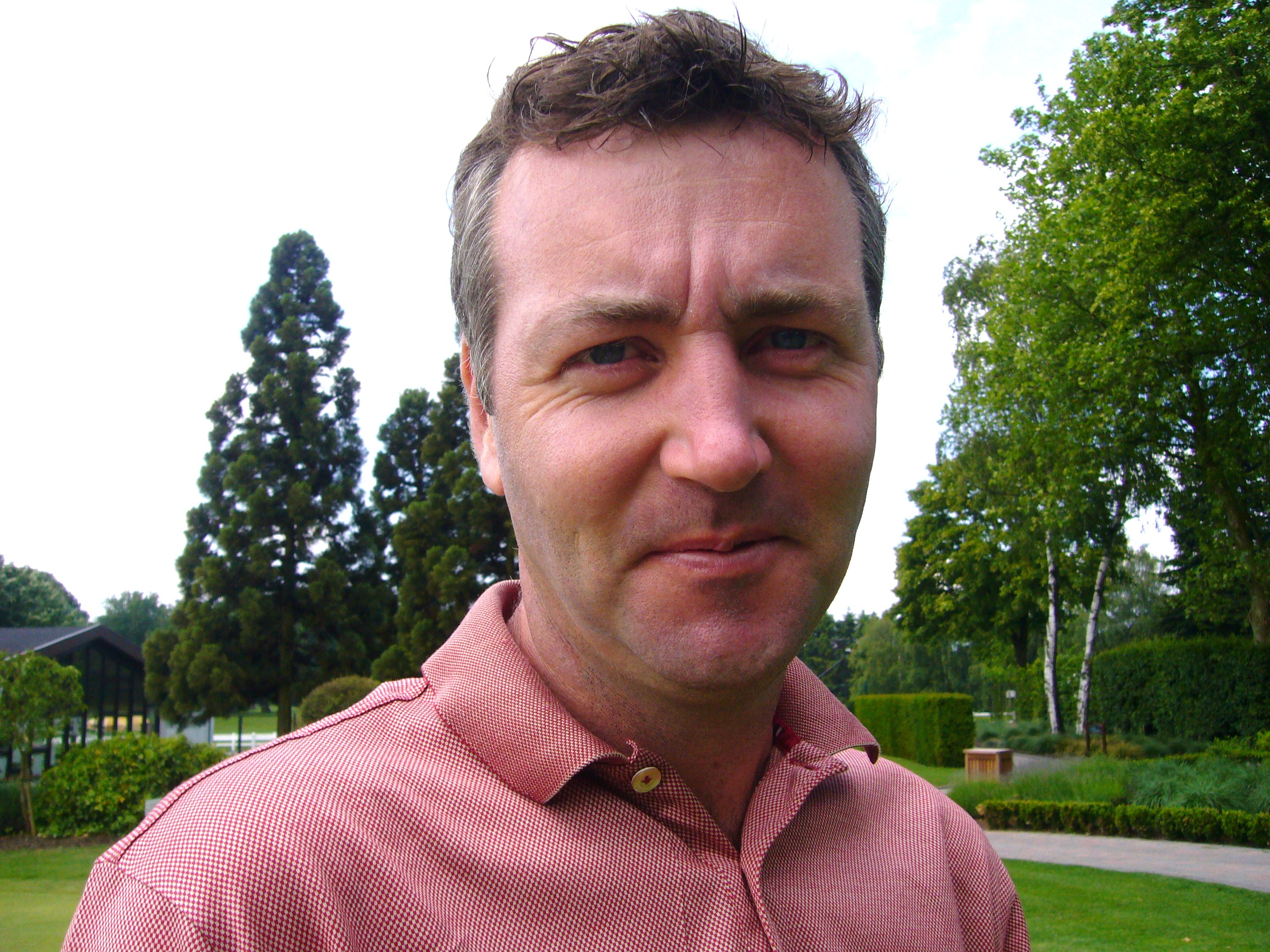
Op de Telenet Trophy, 2009

Raymond Russell (Edinburgh, 26 juli 1972) is een Schotse golfprofessional.

## Amateur

#### Gewonnen
- 1991: Internationaal Jeugd Open op Toxandria, waarna hij een wildcard kreeg voor het Heineken Dutch Open op de Noordwijkse Golfclub
- 1993: Internationaal Jeugd Open op Toxandria, waarna hij een wildcard kreeg voor het Heineken Dutch Open op de Noordwijkse Golfclub

#### Teams
- Walker Cup namens Groot-Brittannië en Ierland: 1993
- Jacques Leglise Trophy: 1989 (winnaars)

## Professional
Na zijn tweede overwinning op Toxandria werd Raymond Russell professional. In 1994 en 1995 speelde hij op de Challenge Tour (CT). Hij haalde zijn tourkaart op de Tourschool eind 1995 en speelde dus vanaf 1996 op de Europese PGA Tour (ET). De eerste twee seizoenen behaalde hij de beste resultaten. In 1996 won hij het Open in Cannes, en eindigde op de 14de plaats van de Order of Merit. In 1997 won hij niets maar haalde toch de zestiende plaats op de OoM. Ook evenaarde hij het record tijdens de British Masters: hij maakte op alle eerste acht holes een birdie en eindigde met een score van 64.
In 2001 werd hij gedeeld 4de met een score van -10 tijdens het TNT Open op Noordwijk. Tot eind 2004 behield hij zijn tourkaart.

#### Gewonnen
Europese Tour
- 1996: Air France Cannes Open

Alps Tour
- 2010: Emporda Open

Challenge Tour
- 2012: Challenge Provincia di Varese

#### Teams
- Alfred Dunhill Cup namens Schotland: 1996, 1997
- World Cup namens Schotland: 1997